# آب گرمک (لردگان)
آب گرمک ، روستایی از توابع بخش فلارد شهرستان لردگان در استان چهارمحال و بختیاری است.

## جمعیت
این روستا در دهستان فلارد قرار دارد و بر اساس سرشماری مرکز آمار ایران در سال ۱۳۹۵، جمعیت آن زیر سه خانوار بوده‌ است.